# Passeport polonais

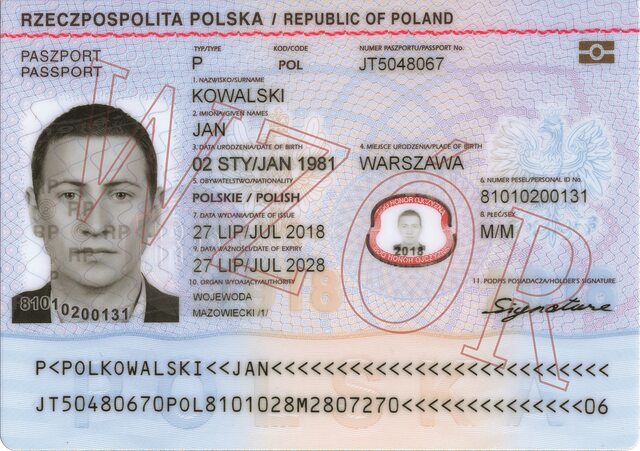
Passeport polonais

Le passeport polonais est un document de voyage international délivré aux ressortissants polonais, et qui peut aussi servir de preuve de la citoyenneté polonaise. 

## Liste des pays sans visa ou visa à l'arrivée
En janvier 2019, les citoyens polonais peuvent entrer sans visa préalable (soit absence de visa, soit visa délivré lors de l'arrivée sur le territoire) dans 174 pays et territoires pour des voyages d'affaires ou touristiques de courte durée. Selon l'étude de Henley & Partners, la Pologne est classée quinzième en termes de liberté de voyages internationaux.

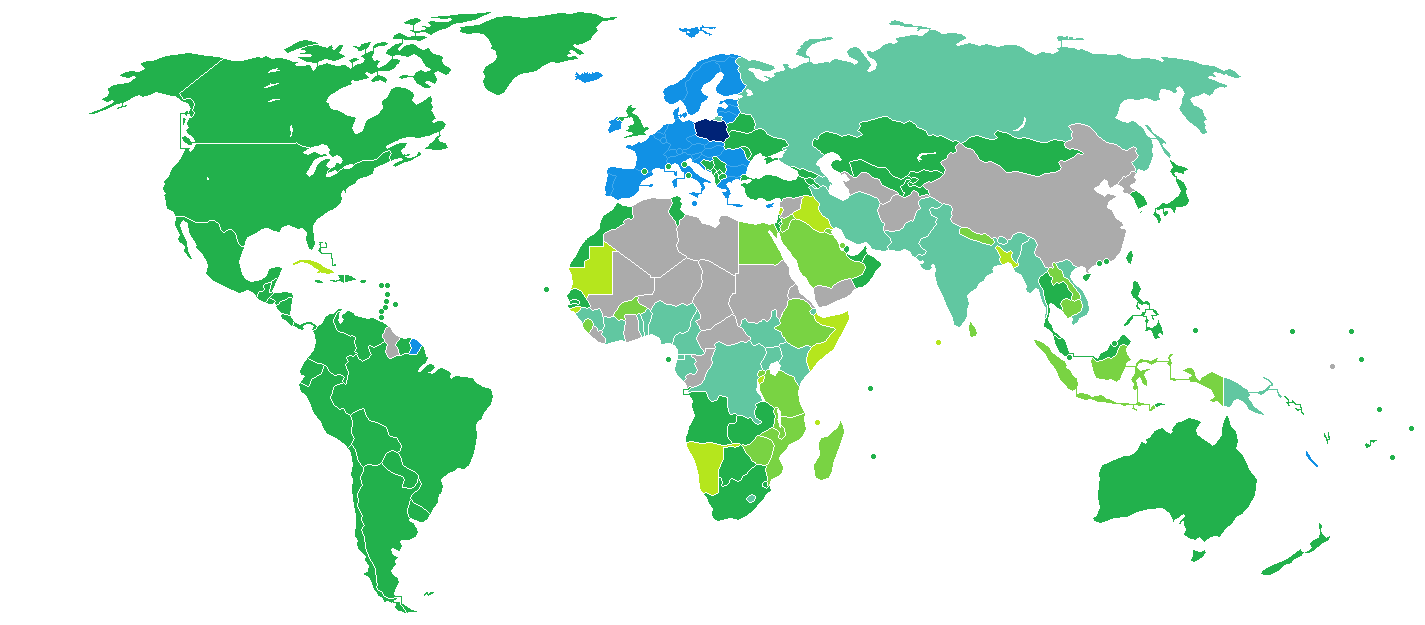
Pays et territoires avec des entrées sans visa ou un visa-sur-arrivée pour les titulaires de passeports polonais
Pologne
Europe en liberté de mouvement
Visa non nécessaire
Visa à l'arrivée
Système de visa électronique
Visa électronique ou à l'arrivée
Visa requis avant l'arrivée